# Aristid Busiko
Aristid Busiko (fr. Aristide Boucicaut; Belem, 14. jul 1810 — Pariz, 26. decembar 1877) osnovao je prvu robnu kuću u Francuskoj i važi za pionira moderne robne kuće.
Zaposlen kao šef odeljenja u jednoj pariskoj trgovini, Aristid Busiko je otišao jednom svom prijatelju trgovcu i predložio da se udruže i tako udruženi prodaju najraznovršniju robu po najniže mogućim ali utvrđenim cenama. Novoj prodavnici u Parizu dali su naziv „Bon marše“ (fr. Bon Marché) tj. „jeftionica“. To je u ono vreme bila prava senzacija za tadašnju trgovinu. U njihovoj radnji svako je imao slobodan ulaz, nije više bilo cenkanja kao obično do tad, a cene su bile etiketirane, pa su se kupci lakše odlučivali, a kako je sve bilo jeftinije nego drugde, posao je cvetao. Dalje su se poslužili raznim atrakcijama poput balona za decu i jedne sistematske reklame, kasnije i prodaje preko kataloga, šta je bila inovacija za ono vreme, kao i da radnici imaju provizije na prihode preduzeća. Koncept koji su započeli Busiko i njegovi partneri preuzeli su i drugi trgovci u Francuskoj, ali pre svega u SAD, čime su nastale moderne robne kuće.